# Summer Survivors
Pour plus de détails, voir Fiche technique et Distribution.
Summer Survivors est un film lituanien écrit et réalisé par Marija Kavtaradze et sorti en 2018.
Il s'agit d'un film dramatique traitant des maladies mentales, de leurs impacts sur la vie de jeunes adultes et de leur résilience.
Le film connait sa première mondiale le 07 septembre 2018 au Festival International du Film de Toronto, sa première européenne au Festival du film Nuits noires de Tallinn le 22 novembre 2018 et sa première lituanienne au Festival international du film de Vilnius (Kino Pavasaris) en avril 2019,.

## Synopsis
Une jeune psychologue, interprétée par Adrija Cepaite-Palsauskiene, accepte de transporter deux patients, interprétés par Gelmine Glemzaite et Vilija Grigaityte, dans une unité psychiatrique en bord de mer. Alors que les trois personnages mènent leurs propres batailles intérieures, ce voyage improbable va les rapprocher les uns des autres.

## Fiche technique
- Titre international : Summer Survivors
- Titre original : Išgyventi vasarą
- Réalisation : Marija Kavtaradze
- Scénario : Marija Kavtaradze
- Photographie :  Laurynas Bareiša, Vytautas Katkus
- Montage : Domas Petronis
- Musique : Domas Strupinskas
- Décors : Aurimas Akšys
- Production : Marija Razgutė
  - Coproduceur : Klementina Remeikaitė
- Sociétés de production : M-Films
- Pays de production : Lituanie
- Langue originale : lituanien
- Format : couleur
- Genre : drame
- Durée : 91 minutes
- Dates de sortie :
  - Canada : Première mondiale le 07 septembre 2018 au Festival International du Film de Toronto
  - Estonie : Première européenne le 22 novembre 2018 au Festival du film Nuits noires de Tallinn
  - Lituanie :  Première lituanienne en avril 2019 au Festival international du film de Vilnius

## Distribution
- Adrija Cepaite-Palsauskiene : Docteur
- Gelmine Glemzaite : Juste
- Vilija Grigaityte : Danguole
- Giedre Gudeikiene : Employée de cantine
- Giedrius Jursys : Infirmier
- Larisa Kalpokaite : Docteur Jolanta
- Karolis Kaupinis : Docteur
- Danas Kavaliauskas : Fils de l'automecanicien
- Tekle Kavtaradze : Serveuse
- Giedrius Kiela : Patient
- Ligita Kondrotaite : Docteur
- Jurgis Marcenas : Infirmier
- Paulius Markevicius : Paulius
- Inga Maskarina : Patient
- Darius Meskauskas : Algis
- Lilija Milasiene : Mère d'Auste
- Juozas Milasius : Père d'Auste
- Robertas Narkus : Employé de station-service
- Indre Patkauskaite : Indre
- Sarunas Puidokas : Automecanicien
- Lina Rastokaite : Infirmière
- Inga Sepetkaite : Jeune à la station-service
- Dovile Silkaityte : Patient
- Agne Sirgedaite : Serveuse à Palanga
- Julija Steponaityte : Julija
- Ieva Triskauskaite : Auste
- Aldona Vilutyte : Docteur
- Donatas Zelvys : Frère Laurynas
- Sarunas Zenkevicius : Homme riant

## Production
Ce film est le premier film est écrit et réalisé par Marija Kavtaradze.
C'est à la suite de la coécriture du film The Saint de Andrius Blaževičius produit par M-Films qu'une première collaboration voit le jour autour de ce film entre Marija Kavtaradze,en tant que réalisatrice et écrivain, et la productrice Marija Razgutė.
Summer Survivors a réalisé 26k entrées au box-office lituanien, ce qui en a fait le film lituanien indépendant le plus apprécié en 2019.  
Le tournage débute le 24 aout 2017 et se termine le 25 septembre 2017.

## Réception
Le film a été globalement bien accueilli par la critique et le public. Il recueille un score moyen de 7.5/10 sur la base de plus de 1500 votes collectées, sur le site internet IMDB.

## Nominations
- Prix National du film lituanien 2021
  - Meilleur Scénario : Marija Kavtaradze
  - Meilleure Actrice dans un Second Rôle : Vilija Grigaityte
  - Meilleur Acteur : Paulius Markevicius
  - Meilleure Actrice : Indre Patkauskaite
  - Nomination au Meilleur Film : Marija Kavtaradze
  - Nomination au Meilleur Réalisateur : Marija Kavtaradze
- Prix Silver Crane du Film lituanien 2019 
  - Meilleur Film de 2019
  - Nomination au Meilleur Réalisateur : Marija Kavtaradze
  - Nomination au Meilleure Actrice : Gelmine Glemzaite
  - Nomination au Meilleur Acteur : Paulius Markevicius
  - Nomination au Meilleure Actrice dans un Second Rôle : Vilija Grigaityte
  - Nomination au Meilleur Acteur dans un Second Rôle : Darius Meskauskas
  - Nomination au Meilleur Scénario : Marija Kavtaradze
  - Nomination au Prix du Public
- Festival International du Film de Vilnius 2019 New Europe - New Names Competition
  - Nomination au Prix du Meilleur Film : Marija Kavtaradze
- Festival International du Film de Riviera 2019
  - Nomination au Prix du Meilleur Film : Marija Kavtaradze (Réalisation) et Marija Razgutė (Production)
  - Nomination au Prix du Jury - Meilleur Réalisateur : Marija Kavtaradze
  - Nomination au Prix du Jury - Meilleure Actrice : Indre Patkauskaite
  - Nomination au Prix du Jury - Meilleur Acteur : Paulius Markevicius
- Association lituanienne des directeurs de la photographie
  - Nomination au Prix de la Meilleure Cinématographie : Rugile Barzdziukaite et Laurynas Bareisa
- Festival du Film International Film by the Sea 2019
  - Nomination au Prix International des Etudiants pour le Meilleur Film : Marija Kavtaradze
- Festival International du Film d'Athenes 2018
  - Nomination au Golden Athena pour le Meilleur Film : Marija Kavtaradze

## Récompenses
- Prix National du film lituanien 2021
  - Prix du Public : Marija Kavtaradze
- Prix Silver Crane du Film lituanien 2019 
  - Silver Crane de la Meilleure Actrice : Indre Patkauskaite
- Festival International du Film de Vilnius 2019 New Europe - New Names Competition
  - Prix du Public : Meilleur Film Lituanien : Marija Kavtaradze
  - Prix New Europe - New Names - Meilleur Acteur : Paulius Markevicius
- Festival del Cinema Europeo 2019
  - Prix du Public - réalisation : Marija Kavtaradze
- Festival International du Film de Riviera 2019
  - Prix du jury Sky : Marija Kavtaradze (Réalisation) et Marija Razgute (Production)